# Cindy Ngamba
Cindy Ngamba est une boxeuse camerounaise, née le 7 septembre 1998, membre de l'équipe olympique des réfugiés aux Jeux olympiques d'été de 2024, première athlète de cette équipe à remporter une médaille olympique.

## Biographie

### Enfance
Cindy Ngamba naît en 1998 à Douala au Cameroun. Elle a un frère aîné prénommé Kennet. En 2007, leur mère Gisette arrive en Île-de-France accompagnée de ses enfants; Cindy avait alors neuf ans. Deux ans plus tard, la mère, rencontrant des difficultés à avoir des moyens suffisants pour couvrir les frais de subsistance, d'entretien et d'éducation, décide alors d'envoyer les deux enfants rejoindre leur père résidant à Bolton en Angleterre.
Elle ne possède pas de papiers britanniques, à l'adolescence, elle est brièvement internée dans un camp de détention pour migrants à Londres dont elle est relâchée grâce à un appel de son oncle. Son père (qui a la nationalité britannique) ne fait pas de démarches de régularisation de la situation administrative de ses deux enfants, ceci malgré le concours financier de son ex-femme.

### Découverte de la boxe
Ngamba ne parle pas anglais et ne s'habitue pas à la météo britannique. De plus, elle souffre de boulimie et de dépression. En surpoids, elle est par ailleurs victime de harcèlement scolaire et de grossophobie au point d'en arriver à ne plus vouloir sortir de chez elle. Elle commence alors à faire du sport pour perdre du poids, encouragée en cela par son frère qui lui fait faire de la marche chaque matin, puis la motive à se mettre à la course à pied et, finalement, la pousse à s'inscrire dans un club-omnisports de leur quartier dans lequel elle pratique d'abord le football,.
À 15 ans, elle intègre le Elite Boxing gym de Bolton où elle passe deux ans à être limitée à faire du cardio ou de la corde à sauter avant que les entraîneurs acceptent de la laisser monter sur un ring.

### Débuts en compétitions
À dix-neuf ans, Cindy Ngamba remporte son premier combat amateur. Elle devient championne du Royaume-Uni successivement des moins de -81 kg en 2019, des moins de -75 kg en 2022, et des moins de -70 kg en 2023, première boxeuse à remporter le titre dans trois catégories depuis Natasha Jonas. À la suite de ces succès, la fédération britannique souhaite la voir représenter la Grande-Bretagne à l'international et demande même au Home Office de lui donner la nationalité britannique, mais ses démarches sont infructueuses.
En 2020, Cindy Ngamba obtient le statut de réfugiée, son orientation sexuelle lesbienne étant réprimée au Cameroun.
En parallèle de sa pratique sportive, elle entreprend des études de criminologie et de service public à l'université de Bolton dans le but de devenir enquêtrice ou pompier.

### Jeux olympiques de 2024
L'entraîneuse de l'équipe nationale Amanda Coulson présente son dossier pour l'équipe olympique des réfugiés. Cette boxeuse ne peut pas rejoindre l'équipe du Cameroun, pays où l’homosexualité est considérée comme un crime. Elle est sponsorisée par Nike.
Aux Jeux olympiques de 2024, elle est la première boxeuse de l'histoire de l'équipe olympique des réfugiés, combattant dans la catégorie des femmes de moins de -75 kg. Elle est également la première sportive à se qualifier sans invitation du Comité international olympique, en remportant le tournoi qualificatif en mars 2024. Elle est porte-drapeau de l'équipe.
En battant la Française Davina Michel en quarts et se qualifiant alors pour les demies, elle sécurise une médaille et devient la première athlète réfugiée à remporter une médaille olympique,. Battue en demi-finale par Atheyna Bylon, Cindy Ngamba obtient une médaille de bronze,.

## Palmarès

### Jeux olympiques
- Médaille de bronze en -75 kg en 2024 à Paris, France